# ميضاا العليا (إفرني)
ميضاا العليا هي إحدى مشيخات المملكة المغربية، تتبع جغرافيا لإقليم الدريوش وإداريًا لإفرني. يقدر عدد سكانها بـ 3630 نسمة حسب الإحصاء الرسمي للسكان والسكنى لسنة 2004.